# Жук, Иустин Петрович
Иусти́н Петро́вич Жук (1887—1919) — российский анархист, революционер, активный участник Гражданской войны в России, кавалер ордена Красного Знамени (1920).

## Биография
Иустин Жук родился 31 мая 1887 года в украинской крестьянской семье в местечке Городище Черкасского уезда Киевской губернии (ныне Черкасская область Украины). Поступив в 1899 году в Городищенское одноклассное училище, отличился способностями к образованию и потому был отдан родителями в 1901 году в двухклассное училище при местном заводе. С успехом окончив его в 1904 году, получил работу при заводской химической лаборатории Городищенского сахарного завода.

## Первая русская революция
В 1905 году поступил в сельскохозяйственные классы в селе Пруссы, но вскоре был исключён оттуда за распространение нелегальной литературы. Весной 1907 года он был арестован вместе с заведующим школой революционером-народником Т. И. Осадчим, но спустя короткое время освобождён.
Страна переживала период Первой русской революции, и Жук, симпатизировавший революционерам, примкнул к анархистам и стал активно участвовать в их деятельности. В окрестностях Киева им была создана сеть анархо-синдикалистских групп, которые называли себя «Южно-русская федерация крестьян анархо-синдикалистов», а также конспиративных квартир и бункеров-убежищ для боевиков. В досье Киевского жандармского управления говорилось: «Иустин Жук стоит во главе Черкасской группы анархистов-коммунистов и был душой всех разбойничьих нападений и убийств, имевших место в 1907 и 1908 годах».
В январе 1909 года Жук был арестован на конспиративной квартире в селе Малая Смелянка после многочасового штурма с участием войск. В ходе следствия всю вину за проведённые его группой операции Жук взял на себя. За совершённые преступления подсудимому грозила смертная казнь через повешение, однако благодаря усилиям адвоката Киевский окружной суд, вынесший приговор 20 мая 1909 года, заменил её на пожизненную каторгу.

## В заключении (1909—1917)
Вначале Жук отбывал наказание в Смоленском централе, но в начале 1911 года за приготовление к побегу был переведён в  Шлиссельбургскую крепость. Среди сокамерников Жука были Серго Орджоникидзе, Фёдор Петров, Владимир Лихтенштадт, Борис Жадановский. По их описаниям, Жук был человеком «исполинского роста, богатырского телосложения, с глазами, в которых сквозила непоколебимая сила воли». В тюрьме Иустину Жуку удалось ознакомиться с работами Ленина. Кроме того, он сочинял стихи, которыми увлекался ещё с юности, а также писал историю Шлиссельбургской крепости.

## Февральская революция
В дни Февральской революции, 28 февраля 1917 года, рабочие Шлиссельбургского порохового завода освободили 67 узников крепости, в их числе Жука. Сразу же после освобождения он организовал из рабочих и бывших заключённых боевую дружину, силами которой 1 марта были освобождены ещё около 1000 заключенных, а тюрьма сожжена. Поступив на работу подручным слесаря на пороховой завод, он вскоре стал там заметной фигурой. Уже через несколько месяцев его выбрали в комитет по управлению заводом, который перешёл в руки рабочих. Под контролем фабрично-заводского комитета фактически находился город Шлиссельбург. Рабочие там работали по 6 часов в день, в остальное же время учились обращению с оружием. В ходе дальнейших событий Красная гвардия Шлиссельбурга была одним из ударных отрядов революции.
На I конференции фабзавкомов Петрограда в июне 1917 года, где Жук впервые увидел В. И. Ленина, он выступил с трибуны Таврического дворца, рассказав о том, как в Шлиссельбурге рабочие взяли завод в свои руки и выгнали из поместья помещика барона Медема, а также выразив свою поддержку большевикам.
Когда в августе 1917 года VI съезд РСДРП(б) выработал курс на вооружённое восстание, была создана «инициативная» пятёрка — руководящий центр Красной гвардии Петрограда. В эту пятерку входил и И. П. Жук. На Шлиссельбургском пороховом заводе изготовляли взрывчатку, которая передавалась большевикам Выборгской стороны. В августе 1917 года, когда Петросовет готовился защищать столицу от войск Л. Г. Корнилова, Жук пригнал по Неве в город баржу со взрывчаткой.

## Октябрьская революция
В октябре 1917 года рабочий батальон под его командованием принимал участие в штурме Зимнего дворца. После Октябрьской революции И. П. Жук оказался на стороне правительства В. И. Ленина. Г. Е. Зиновьев писал о Жуке: «Он принадлежал к числу тех немногих анархистов-синдикалистов, которые шли рука об руку с коммунистами. Жук не был членом нашей партии формально, но он был горячим работником коммунизма…». Но Жук не порывал связи и с анархо-синдикалистами. В 1918—1919 годах он регулярно посещал их петроградский центр на Бармалеевой улице. Бывало, что он пользовался фондами анархистской организации для помощи шлиссельбургским рабочим.

## Гражданская война
Жук организовал интернат для детей шлиссельбургских рабочих. Будучи уездным комиссаром по продовольствию, он неоднократно ездил в родные места на Украину, где добывал продовольствие для завода. Имея определённые познания в области химии, Жук организовал производство винного сахара из опилок в одном из цехов порохового завода и строил планы создания сахарных заводов по всей России. Об этом факте было известно Ленину, который позже писал Г. Е. Зиновьеву: «Говорят, Жук (убитый) делал сахар из опилок? Правда это? Если правда, надо обязательно найти его помощников, дабы продолжить дело. Важность гигантская…».
Летом 1918 года вместе с другими командированными товарищами Жук конспиративно работал на Украине в районе Киева. Там он пропагандировал среди крестьянства идеи советской власти, организовывал повстанческие отряды против немцев и гетмана Скоропадского, взрывы военных штабов (в частности, гарнизонного штаба в Харькове).
Осенью 1919 года, когда на Петроград со стороны юго-запада наступали части Н. Н. Юденича, на северо-западном направлении активизировались военизированные подразделения самопровозглашённого государства Северная Ингрия, которое пыталось расширить свою территорию за счёт Кавголова и Токсова. 

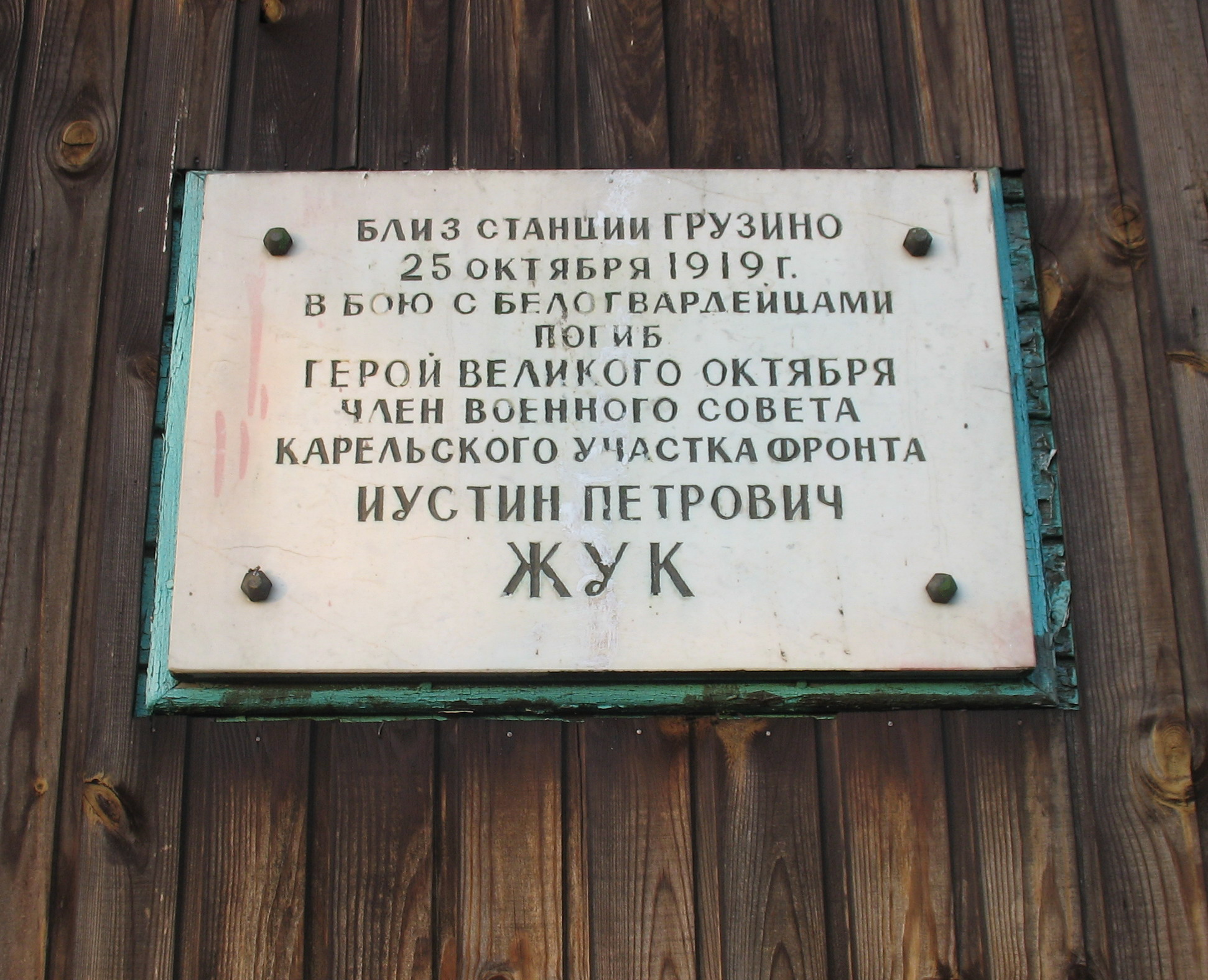
Мемориальная доска на месте гибели И. П. Жука

25 октября 1919 года погиб в районе деревни Грузино, где состоялся один из решающих боёв между отрядами Красной армии и отрядом Северо-Ингерманландского полка под командованием Ю. Эльфенгрена. На помощь красным частям, осаждённым с трёх сторон, был прислан Иустин Жук, комиссар 55-й стрелковой дивизии, член военного совета Карельского участка Петроградского фронта. Изучив в Куйвози обстановку, он отправился к железнодорожной станции встречать поезд с подкреплением. Когда тот прибыл, выгружающиеся с платформ красноармейцы попали под сильный огонь ингерманландцев. И. Жук с маузером в руках попытался построить солдат в боевые порядки с тем, чтобы вывести их из-под обстрела, но в этот момент был сражён пулей противника.
Похоронен в братской могиле в посёлке имени Морозова, расположенном в истоке Невы на противоположном от Шлиссельбурга берегу.
Посмертно, приказом Реввоенсовета республики от 16 марта 1920 года был награждён орденом Красного Знамени (№ 554).

## Память
Его имя носят улицы в Шлиссельбурге и посёлке им. Морозова.
На здании вокзала станции Грузино в память о гибели И. П. Жука находится мемориальная доска (исчезла после ремонта здания в 2013 году, по состоянию на 2019 год восстановлена).